# Torre de Gatmullat
La Torre de Gatmullat és un mas situat al municipi de la Portella, a la comarca catalana del Segrià. Es troba a la vora de la sequieta de Ratera.